# Ana María Ferrari
Ana María Ferrari Castilla (Montevideo, 15 de junio de 1941) es una médica uruguaya. Fue la primera mujer en ser electa Decana de la Facultad de Medicina en Uruguay.

## Estudios
Ferrari obtuvo su título de Doctor en Medicina en 1968, en la Facultad de Medicina de la Universidad de la República, Uruguay. 
Acompasó sus estudios de grado con la actividad en la Cátedra y Departamento de Fisiología de la Facultad de Medicina, donde desempeñó en titularidad los cargos de ayudante (1965-1972), asistente (1973-1979), profesor adjunto (1979-1981) y profesor agregado de Fisiología (1981-1985).

## Especialización
Durante la especialización de Ferrari en Clínica Pediátrica y Puericultura del Hospital Pereira Rossell, el principal hospital pediátrico, desempeñó los cargos de: 
- Asistente (1970-1974),
- Docente Auxiliar Honorario (1977-1979),
- Profesor Adjunto (1979-1984),
- Profesor Agregado (1984-1990),
- Profesor Director desde 1990 hasta el cese obligatorio por edad, en 2006.

## Gobierno universitario
En Uruguay, las facultades de la Universidad de la República se rigen por un sistema de cogobierno, con representación de los tres órdenes: estudiantes, docentes y egresados. Ana María Ferrari integró el Consejo de la Facultad de Medicina en representación del orden docente en los períodos 1994-98 y 1998-2002.

## Decanato
La doctora Ana María Ferrari fue elegida Decano, por la Asamblea del Claustro de la Facultad de Medicina, para el período abril de 2002 a abril de 2006.
Resultó ser por tanto, la primera mujer en ocupar ese puesto en la historia de la Universidad de Uruguay.
En 2003 Ana María Ferrari ocupó el cargo de Rector interino de la Universidad de la República.

## Publicaciones académicas
Cómo médica clínica y docente de pediatría, publicó numerosos artículos en revistas especializadas nacionales y extranjeras. Asimismo publicó manuales de estudio, dirigidos a estudiantes de la especialidad de Pediatría.

Ha obteniendo varios premios nacionales por artículos de coautoría, entre ellos están: 
- Premio MSP año 2001

“Enfermedades transmitidas por alimentos en el Uruguay”

- Premio 1983

“Diarrea aguda infantil investigación etiológica y clínica de la profilaxis y tratamiento” 

- Premio Revista Médica del Uruguay – Laboratorio Roemmers

“Mortalidad evitable en pediatría. Un aporte a la planificación de la atención a la salud de los niños”

Entre los manuales de estudio, dirigidos a estudiantes se destaca el de "Semiología Pediátrica", redactado junto con su maestra la doctora Irma Gentile Ramos.

## Ley de salud reproductiva
Fue firmante en la Campaña por la defensa de la Salud Reproductiva del año 2002 y  participante en conferencias sobre el tema, auspiciadas por el rectorado de la Universidad de la República en 2003.

## Colegio médico
La doctora Ferrari fue votada por unanimidad para integrar el primer Tribunal de Ética del Colegio Médico en 2012 como miembro alterno.

## Reconocimientos
En el año 2009 recibió la Distinción Sindical al mérito docente, científico y en el ejercicio profesional.